# Yerson Chacón
Yerson Ronaldo Chacón Raimírez, noto semplicemente come Yerson Chacón (San Cristóbal, 4 giugno 2003), è un calciatore venezuelano, attaccante dell'AEK Larnaca.

## Caratteristiche tecniche
È un'ala sinistra.

## Carriera

### Club
Cresciuto nel settore giovanile del Deportivo Táchira, debutta in prima squadra il 14 aprile 2018 in occasione dell'incontro di Primera División vinto 2-0 contro il Trujillanos.

### Nazionale
Il 28 gennaio 2022 esordisce in nazionale maggiore nel successo per 4-1 contro la Bolivia.

## Statistiche

### Presenze e reti nei club
Statistiche aggiornate al 12 maggio 2021.
| Stagione        | Squadra           | Campionato      | Campionato | Campionato | Coppe nazionali | Coppe nazionali | Coppe nazionali | Coppe continentali | Coppe continentali | Coppe continentali | Altre coppe | Altre coppe | Altre coppe | Totale | Totale |
| Stagione        | Squadra           | Comp            | Pres       | Reti       | Comp            | Pres            | Reti            | Comp               | Pres               | Reti               | Comp        | Pres        | Reti        | Pres   | Reti   |
| --------------- | ----------------- | --------------- | ---------- | ---------- | --------------- | --------------- | --------------- | ------------------ | ------------------ | ------------------ | ----------- | ----------- | ----------- | ------ | ------ |
| 2018            | Deportivo Táchira | PD              | 1          | 0          | CV              | 0               | 0               |                    | -                  | -                  |             | -           | -           | 1      | 0      |
| 2020            | Deportivo Táchira | PD              | 14         | 2          | CV              | 0               | 0               | CL                 | 0                  | 0                  |             | -           | -           | 14     | 2      |
| 2021            | Deportivo Táchira | PD              | 4          | 2          | CV              | 0               | 0               | CL                 | 3                  | 0                  |             | -           | -           | 7      | 2      |
| Totale carriera | Totale carriera   | Totale carriera | 19         | 4          |                 | 0               | 0               |                    | 3                  | 0                  |             | -           | -           | 22     | 4      |

## Palmarès
- Coppa di Cipro: 1

AEK Larnaca: 2024-2025